# Dictator (Geschütz)

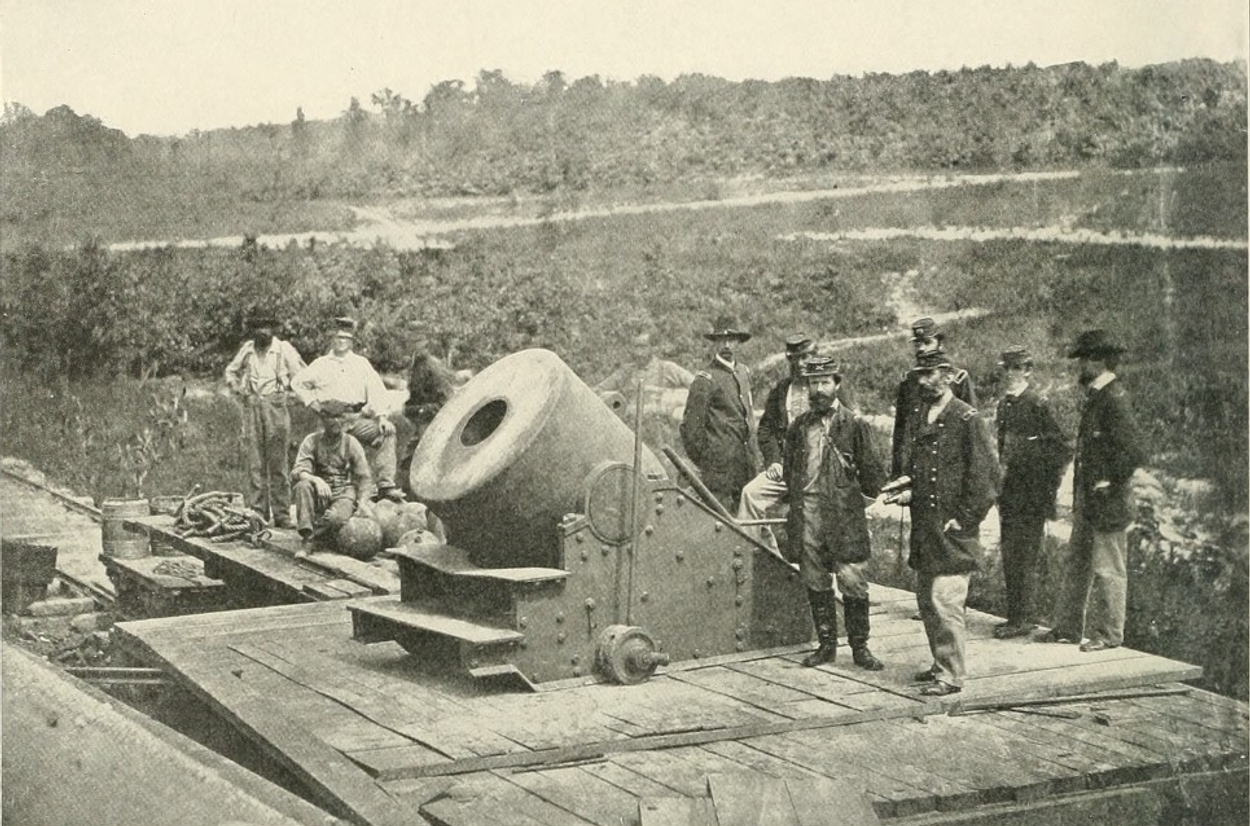
Der Dictator vor Petersburg, 1864

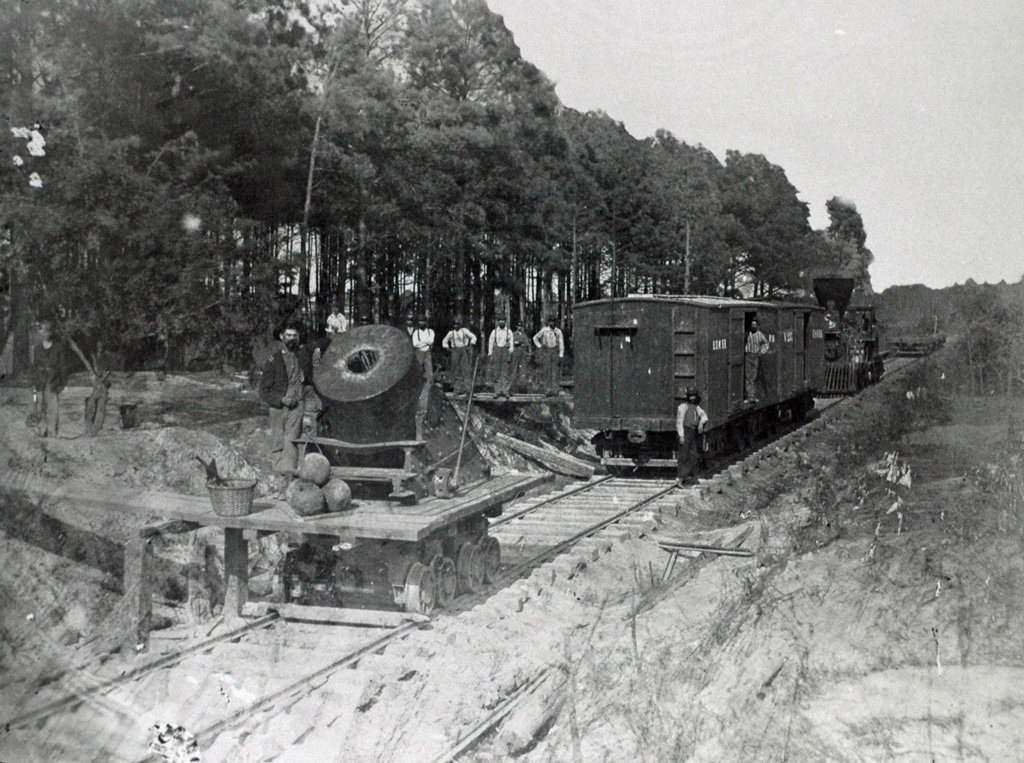
Der Dictator auf seinem Eisenbahn-Transportwaggon

Der Dictator war ein überschwerer Mörser der United States Army im Sezessionskrieg.

## Spezifikationen
Der Dictator wurde 1862 in Charles Knapps Fort-Pitt-Eisengießerei in Pittsburgh hergestellt. Sowohl vom Gewicht als auch von der Leistungsfähigkeit war er der schwerste Belagerungsmörser des Sezessionskrieges. Er wog 7,765 metrische Tonnen, wodurch er ausschließlich mit der Eisenbahn verlegt werden konnte. Eigens für den Transport des Dictators musste ein besonders verstärkter Flachwagen gebaut werden, da Güterwaggons gewöhnlicher Konstruktion zu schwach waren, um das Geschütz tragen zu können.
Das eiserne Geschützrohr hatte eine Länge von 134,6 Zentimetern, das Kaliber betrug 13 Zoll (33 Zentimeter). Der Dictator verschoss Granaten von 99,8 Kilogramm Gewicht, wozu er eine Standard-Treibladung von 9,1 Kilogramm Schießpulver benötigte. Seine effektive Reichweite bei einem Schusswinkel von 45 Grad betrug 3955 Meter; Augenzeugenberichten zufolge aber soll der Dictator im Kampfeinsatz bei Petersburg zumindest in einem Fall eine Granate 4320 Meter weit geworfen haben.

## Einsatz
Der Dictator gelangte nur bei der Belagerung von Petersburg im Sommer 1864 zum Einsatz. Der G-Kompanie der 1st Connecticut Heavy Artillery zugeteilt, feuerte er zwischen 9. Juli und September insgesamt 218 Granaten auf die Befestigungsanlagen der belagerten Stadt ab. Trotz der außerordentlichen Sprengkraft der gefürchteten Geschosse und der erheblichen Zerstörungen, die jeder Einschlag verursachte, blieb der aufwendige Einsatz des Mörsers militärisch ohne Resultate.

## Verbleib
Der Verbleib des Geschützes ist nicht restlos geklärt. Ein mit der Nummer 95 versehener 13-Zoll-Mörser aus dem Sezessionskrieg, der seit 1902 als Denkmal vor dem Parlamentsgebäude von Connecticut in Hartford aufgestellt ist, wird oft als der originale Dictator bezeichnet, der nach dem Ende des Krieges von der zurückkehrenden 1st Connecticut Heavy Artillery in die Hauptstadt ihres Heimatstaates verbracht worden sein soll. Es wird jedoch auch angeführt, dass das Gewicht dieses Mörsers nicht dem des Dictators entsprechen soll, so dass es sich nur um ein geringfügig leichteres Geschütz ähnlichen Typs handeln würde. Der Originalmörser wäre in diesem Falle verschollen und vermutlich nicht mehr existent.
Auf dem heute als Nationalpark ausgewiesenen Kampfgebiet von Petersburg, dem Petersburg National Battlefield, befindet sich an der Stelle der Bastion, in der 1864 der Dictator aufgestellt war, eine 1936 angefertigte Nachbildung aus Gussbeton.